# Cleistanthus tonkinensis
Cleistanthus tonkinensis är en emblikaväxtart som beskrevs av Eugene Jablonszky. Cleistanthus tonkinensis ingår i släktet Cleistanthus och familjen emblikaväxter. Inga underarter finns listade i Catalogue of Life.